# Футбольный матч Италия — ФРГ (1970)
Матч века — футбольный матч между сборными Италии и ФРГ в полуфинале на чемпионате мира 1970 года в Мексике. Был проведён 17 июня 1970 года на стадионе «Ацтека» в Мехико и закончился со счётом 4:3 в пользу Италии, причём пять голов было забито в дополнительное время, что случалось лишь однажды на протяжении всех чемпионатов мира по футболу.

## Статистика матча
| Италия                                                  | 4:3 (доп. вр.) | ФРГ                                |
| ------------------------------------------------------- | -------------- | ---------------------------------- |
| - Бонинсенья 8′ - Бурньич 98′ - Рива 104′ - Ривера 111′ | (отчёт)        | - Шнеллингер 90′ - Мюллер 94′ 110′ |

| Италия | ФРГ |

| Вр                   | 1  | Энрико Альбертози     | 73'  |     |
| Защ                  | 2  | Тарчизио Бурньич      |      |     |
| Защ                  | 3  | Джачинто Факкетти (к) |      |     |
| Защ                  | 5  | Пьерлуиджи Чера       |      |     |
| Защ                  | 8  | Роберто Розато        | 38'  | 91' |
| ПЗ                   | 10 | Марио Бертини         |      |     |
| ПЗ                   | 15 | Сандро Маццола        |      | 46' |
| ПЗ                   | 16 | Джанкарло Де Систи    | 103' |     |
| Нап                  | 13 | Анджело Доменгини     | 114' |     |
| Нап                  | 20 | Роберто Бонинсенья    |      |     |
| Нап                  | 11 | Луиджи Рива           |      |     |
| Замены:              |    |                       |      |     |
| Защ                  | 4  | Фабрицио Полетти      |      | 91' |
| ПЗ                   | 14 | Джанни Ривера         |      | 46' |
| Главный тренер:      |    |                       |      |     |
| Ферруччо Валькареджи |    |                       |      |     |

| Вр              | 1  | Зепп Майер            |     |     |
| Защ             | 7  | Берти Фогтс           |     |     |
| Защ             | 15 | Карл-Хайнц Шнеллингер |     |     |
| Защ             | 5  | Вилли Шульц           |     |     |
| Защ             | 3  | Бернд Патцке          |     | 66' |
| ПЗ              | 4  | Франц Беккенбауэр     |     |     |
| ПЗ              | 12 | Вольфганг Оверат      | 53' |     |
| ПЗ              | 20 | Юрген Грабовски       |     |     |
| Нап             | 9  | Уве Зеелер (к)        |     |     |
| Нап             | 13 | Герд Мюллер           | 66' |     |
| ПЗ              | 17 | Ханнес Лёр            |     | 52' |
| Замены:         |    |                       |     |     |
| ПЗ              | 10 | Зигфрид Хельд         |     | 66' |
| ПЗ              | 14 | Райнхард Либуда       |     | 52' |
| Главный тренер: |    |                       |     |     |
| Хельмут Шён     |    |                       |     |     |

| Помощники судьи: Рафэль Ормасабаль Диас (Чили) Гильермо Веласкес Рамирес (Колумбия) |

## Основное время
Сборная Италии открыла счёт матча на восьмой минуте после гола Бонинсеньи. Во втором тайме немецкий игрок Франц Беккенбауэр вывихнул ключицу, но вынужден был остаться на поле, так как сборная ФРГ уже использовала разрешённые две замены. На 90-й минуте Карл-Хайнц Шнеллингер забил гол и тем самым сравнял счёт.

## Дополнительное время
На 94-й минуте, после крайне неудачных действий защитника итальянцев Фабрицио Полетти, мяч от его ноги влетает в ворота сборной Италии. В протоколе матча гол записан на счёт Герда Мюллера, боровшегося в тот момент с Полетти, но до мяча не добравшегося. На 98-й минуте матча после розыгрыша штрафного итальянец Тарчизио Бурньич, воспользовавшись ошибкой в центре штрафной Зигфрида Хельда, сравнивает счёт. Через несколько минут Луиджи Рива забивает гол и выводит сборную Италии вперёд. На 110-й минуте Мюллер после розыгрыша углового, головой, мимо стоявшего у штанги Джанни Риверы, проталкивает мяч в ворота и сравнивает счёт. Но буквально в следующей же атаке Джанни Ривера забивает решающий мяч и приносит сборной Италии победу, принесшую ей выход в финал чемпионата мира 1970 года.

## После матча
Сборная ФРГ обыграла сборную Уругвая со счётом 1:0 в матче за третье место.
Сборная Бразилии обыграла сборную Италии в финале чемпионата мира со счётом 4:1.

## Память
Существует мемориальная доска в честь этого матча перед стадионом Ацтека, Мехико. На ней выгравировано: El Estadio Azteca rinde homenaje a las selecciones de: Italia (4) y Alemania (3) protagonistas en el Mundial de 1970, del «Partido del Siglo» 17 de junio de 1970 (рус. Стадион Ацтека воздает должное сборным Италии (4) и ФРГ (3), которые сыграли в 1970 году на чемпионате мира по футболу 1970, «Матч века». 17 июня 1970).